# Гай Октавий (военный трибун)
Гай Окта́вий (лат. Gaius Octavius; III век до н. э.) — римский военачальник, основатель всаднического рода Октавиев, предок по мужской линии императора Августа. Сын квестора 230 года до н. э. Гнея Октавия Руфа, брат претора 205 года до н. э. Гнея Октавия. Упоминается в сохранившихся источниках как военный трибун, служивший во время Второй Пунической войны в Сицилии под началом Луция Эмилия Папа; последний управлял этой провинцией в 205 году до н. э.
Известно, что у Гая Октавия был сын, носивший тот же преномен и ставший прямым предком Октавиана Августа. Светоний называет Гая-старшего прадедом императора, но немецкий антиковед Фридрих Мюнцер считает временную дистанцию слишком большой; по его мнению, Гай-трибун приходился Августу предком в четвёртом поколении.